# Seleção Sul-Africana de Voleibol Feminino
A seleção sul-africana de voleibol feminino é uma equipe do continente africano, composta pelas melhores jogadoras de voleibol da África do Sul. É mantida pela Associação de Voleibol da África do Sul (VSA). Encontra-se na 115ª posição do ranking mundial da FIVB segundo dados de setembro de 2021.